# Восточнословацкая низменность

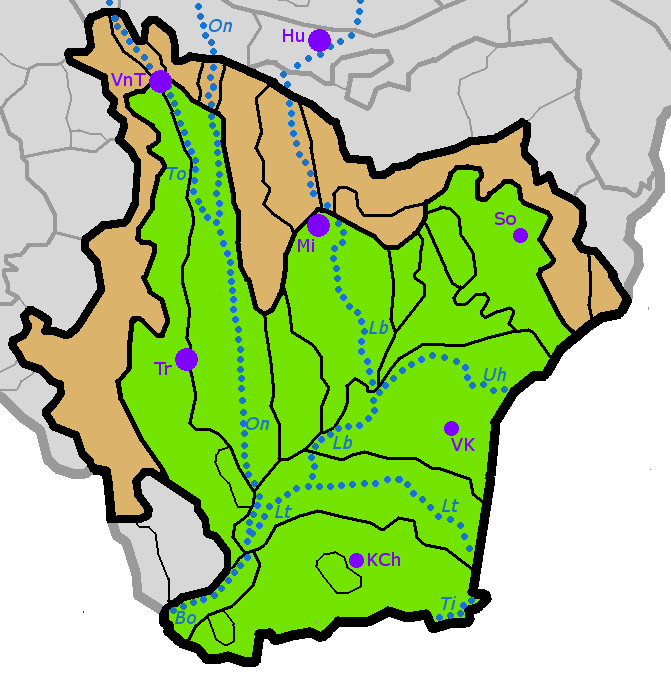
Восточнословацкая равнина
Восточнословацкая возвышенность

Восточнословацкая низменность — низменность, часть Альфёльда, которая расположена на юго-востоке Словакии. Делится на Восточнословацкую возвышенность и Восточнословацкую равнину. На территории Восточнословацкой низменности расположены города Вельке Капушаны, Вранов-над-Топлёу, Кралёвски Хлмец, Михаловце, Сечовце, Собранце, Требишов.
На юге граничит с Венгрией, на востоке ограничена границей с Украиной, на западе граничит со Сланскими Врхами, а на севере Ондавской возвышенностью и Вигорлатом.

## Характеристика

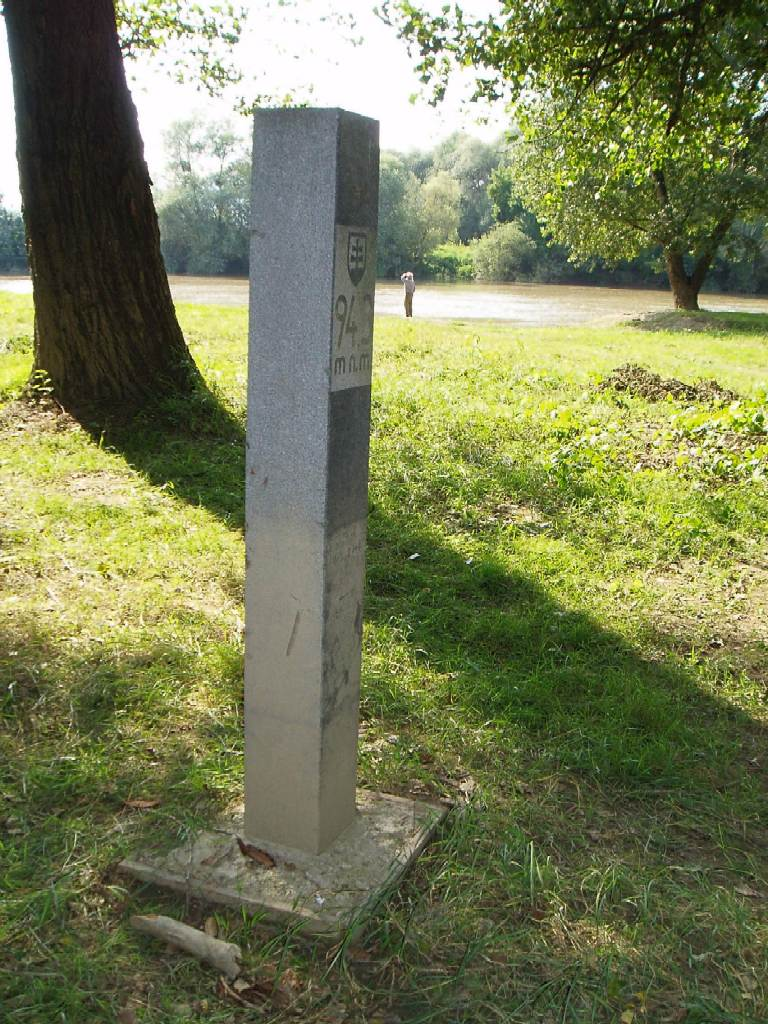
Восточнословацкая низменность — самое низкое место в Словакии

Восточнословацкая низменность — обширная равнинная область с обычной высотой над уровнем мор 150—200 метров. Лишь несколько холмов имеют высоту выше 200 метров, например, Тарбуцка (277 м) или Велький Врх (272 м). Исключением является холм Розглядня на границе с Венгрией, который имеет высоту 469 м. У Стреды-над-Бодрогом находится самое низкое место в Словакии с высотой над уровнем моря 94 м.
Восточнословацкая низменность имеет хорошие условия для сельского хозяйства. Именно здесь располагается словацкая часть Токая. Большинство территории распахано и занято садами и виноградниками. В поймах рек располагаются широколиственные леса с преобладанием дубов.
По территории Восточнословацкой низменности протекает множество рек. Важнейшими являются Ондава, Топля, Лаборец и Латорица, которые вливаются в Бодрог. Средние температуры января колеблются между −2 и −4 °C, среднегодовая температура около 9 °C.